# 三只眼
（3×3 EYES）為高田裕三創作的日本漫畫作品，從1987年開始連載到2002年，歷時15年共40卷的長篇漫畫。以全球各民族神話中對不老不死之神術嚮往的通一性和傳說中或神或魔的妖物—三只眼民族為出發點，架構了一個發生在地球、聖地以及亞空間中帶有神話色彩的冒險奇幻故事。於2015年，全系列漫畫累計銷售部數已突破3300萬冊。
2010年起，敘述本篇7年後的《三隻眼 外傳》開始在月刊Young Magazine創刊號上連載三期後，改為不定期連載。
2014年12月26日到2016年8月12日，在e Young Magazine上連載本作的正式續篇《三隻眼 幻獸之森的遇難者》。連載結束後繼續於同刊上連載《三隻眼 鬼籍之闇的契約者》，並於2019年起移籍到月刊Young Magazine。

## 劇情大綱
主人公藤井八云本来是一个普通的高中生，他的父亲是一个研究妖怪的民俗学家，已经失蹤四年多。1987年的一天，八云在東京新宿的大街上突然遇到一位身著虎皮、手拿龍頭拐杖的邋遢女孩。該女孩带来了他父亲藤井教授的遗骨和遗书。原来，这个女孩叫做佩（帕凡提四世，形象源自印度教女神雪山神女，为湿婆之妻），是神祕的种族三只眼吽迦罗的最后残存者，拥有不老不死的力量，但是卻希望能夠舍去力量、变成人类。
起初，八云对于父亲委托他帮助佩去香港寻找变成人类的方法非常不满，但是随后就被发狂的妖怪橐蜚邑（人面独脚鸟）袭击，在瀕臨死亡之時，佩使用了不老不死之术将八云变成了自己的（無），救回了八云的性命。从此之后，只要佩不死亡，八云即使被打成塵埃，也能復原。
变成无之后的八云，在一開始难以被常人接受，同时又受到黑暗中想要得到三只眼的力量的妖怪们的多次袭击，终于决定离开原来的学校，和佩一起专心去寻找变成人类的方法。在这个过程中，他们遇到了形形色色的朋友和敌人，发现黑暗中妖怪们的领袖鬼眼王和他的──“龙皇”贝纳雷斯。鬼眼王在三百年前被封印，现在贝纳雷斯正在寻找复活鬼眼王的方法，而鬼眼王的目的是要毁灭这个世界……。

## 章目介紹

### 第一部 聖魔妖擊篇（全17話）
四年前一名民俗學者藤井教授單獨前往西藏考察時失去蹤影。四年後，一位名為佩的中國少女帶著教授的頭骨和遺書來到日本東京新宿，出現在教授的獨生子藤井八雲的面前。根據父親遺書上的說法，那名少女是能夠操縱不老不死之術，被稱為「三隻眼吽迦羅」的虛幻一族的後裔，雖然不瞭解不老不死之術，卻已有三百多歲。而那名少女正尋找成為人類的方法，並囑咐八雲代替父親讓少女成為人類。八雲對此一笑置之，隨後他被橐蜚襲擊瀕死之際，被少女的不老不死之術所救，變成了不死人無而復活。這時，八雲知道了父親所言不假，和前額上長有第三隻眼的少女佩，踏上了尋找成為人類的方法。
因此，八雲決定前往香港，尋找之前一直和藤井教授有聯繫的「妖擊社」負責人陳亞栗。然而陳亞栗已在一次探險中被妖怪迅鬼發覺並被石化。不知道妖擊社正受到黑暗一族監視的八雲，在香港的旅途中，在妖擊社社員李玲玲的幫助下，八雲他們找出了人化之法的關鍵人類雕像。並且輕易地得到了下一條線索：人類雕像位於委託人香港財閥黃舜麗的家中！一行人於是展開了人類雕像的爭奪。可惜，潛伏在黃舜麗家中的妖怪臨終使出了轉移之術，人類雕像從此下落不明。
回到日本的八雲以為能夠回歸高中生活，但是，卻受到尋找三隻眼、意圖染指不老不死之術的妖怪襲擊！為了不讓同伴受到無由來的麻煩，八雲決定再次與佩踏上尋找成為人類的方法。接到李玲玲找到人類雕像的邀請而再次來到香港妖擊社的八雲被誤會為敵人的史蒂芬·龍的妹妹龍美星襲擊。原來，因異像感召而召喚人類雕像的靈能者史蒂芬被在雕像上裝有跟蹤器的李玲玲找到了。就在兩人為雕像的歸屬爭吵的時候，卻因妖怪的襲擊而失去了蹤影。
之後馬上受到妖怪攻擊的八雲等人，憑著橐蜚找到了妖怪的大本營。在侵入大本營的時候，八雲得知黑暗一族正準備將代表毀滅的聖魔之王「鬼眼王」復活，並遇到了鬼眼王的無擁有恐怖力量的貝納雷斯。好不容易逃過大難的佩以不想再給任何人添麻煩為由，不告而別隻身挑戰貝納雷斯。
佩從此下落不明，八雲因而踏上了尋找心中愛侶的征途。

### 第二部 聖魔傳説篇（全39話）
時隔四年，八雲終於在日本找到了佩，卻發現佩已經改名為綾小路佩，並失去了四年前的所有記憶。受到木靈襲擊的綾小路佩和她體內的三隻眼人格為了尋回記憶，與八雲跟著線索一同踏上了中國雲南之旅。兩人幸運的結識了盜墓者—麥當勞，並短暫擺脫咒鬼的阻撓，得到了通往聖地的關鍵香爐「崑崙之鑰」。
在西藏尋找崑崙的時候，八雲他們得到了西藏密教的幫忙。從長老口中得知佩已經在貝納雷斯的法術「穿靈菱」控制下失去了記憶後，一行人到達了崑崙之虛和咒鬼展開戰鬥，並以崑崙之鑰來到了三百年前被鬼眼王毀滅的三隻眼故鄉「聖地」。
然而在鬼眼王（無）的監視下。綾小路佩得知自己的真實身分是以穿靈菱附身在佩身上的醜陋化蛇（穿靈菱封印了「佩」的人格，同時也讓帕凡提與化蛇雙雙失去記憶），愛上八雲的化蛇為了拯救八雲和夥伴們，毅然決定解開三隻眼的封印、回復蛇身，喚醒了帕凡提，消滅了貝納雷斯，並毀滅了封印鬼眼王的聖魔石。
在確定鬼眼王死亡、三隻眼的另一個人格「佩」回復前之前，恢復記憶的帕凡提（三隻眼的主人格）決定單獨留在聖地。而以為自己已經死亡的化蛇，在佩的幫助下以綾小路葉子的身分復活，回到了她原來的生活。

### 第三部 聖魔世紀篇（全77話）
在東京與佩重逢之後，八雲以封印太歲為開端，與失去貝納雷斯而陷入群龍無首困境的黑暗一族展開了一系列鬥爭。
最後，在與希望得到三隻眼不老不死之術的憑魔王子加爾加的戰鬥中，八雲受到了神秘人物金卡拉的幫助而化險為夷並將佩救回，兩人因此得到憑魔一族的支持和援助。
然而，得知埃及有聖魔石碎片的帕凡提和八雲一同前往埃及，希望以存在聖魔石的殘存思念得到實行人化之法的方法。兩人卻陷入了埃及守護者的迷宮中。就在危急之際，八雲毅然剖開自己的胸膛，掏出依然跳動的心臟，向使者證明了自己是（無）的事實，成功的破解了法術，並找到了一塊破損的聖魔石。
不過，帕凡提卻因為聖魔石上鬼眼王的強烈念力捕捉而陷入昏迷之中。八雲和好不容易趕來的好友—祕術商人阿漢化作思念體，以人類之身潛入佩的夢中試圖喚醒佩的意識。佩陷入三百年前鬼眼城的回憶當中，八雲在其中結識了佩的母親—帕凡提三世的無—馬托拉，並得知了佩是白龍飛舞之年誕生、最強的三隻眼。為解救雙方的主人，八雲和馬托拉等人展開與前任鬼眼王的戰爭，最終知道了人化之法的真相。
養育帕凡提四世並與佩有婚約的濕婆，因為人化之法過程出錯而得到了帕凡提三世及鬼眼王的靈力，成為新任鬼眼王。在鬼眼王的恐怖威力下八雲節節敗退，千鈞一髮之際佩認出了八雲，使八雲恢復（無）的身分與力量，以光術擊敗了濕婆。
從回憶歸來的帕凡提失去了目標，被黃舜麗（真實身分是妖怪迅鬼）利用，以108道符咒召喚以靈魂為食的凶獸「犼」，使得八雲的「命」從帕凡提的體內被吸了出去，迅鬼想趁機取代八雲成為帕凡提的（無），藉此統領黑暗一族。
這時，金卡拉（真實身分是貝納雷斯）為了試驗新的防禦獸魔四天聖精奉還，而以八雲的靈魂不斷挑釁帕凡提。在成功擋下帕凡提的光術後，貝納雷斯在猶豫是否該一舉解決八雲時受到了迅鬼的攻擊。對於已經沒有用處的迅鬼，貝納雷斯給了她致命一擊。最後八雲雖然依舊無法恢復成人類，但不幸中的大幸，陳亞栗因為迅鬼的死亡而解除了石化的封印。

### 第四部 聖魔創世篇（全441話）
序章 全3話
八雲和佩爲了獲得對抗鬼眼王的力量和尋找對抗貝納雷斯的方法，解開了化蛇的記憶，一行人根據綫索前往英國，踏上了尋找曾經封印貝納雷斯的魔導士馬托拉之旅。雖然在英國受到貝納雷斯手下的重重阻撓，八雲在最後一刻終于喚醒了因爲封印貝納雷斯而失去記憶的馬托拉。馬托拉為了訓練八雲弱小的精神力，帶著佩前往和掌管龍脉的鬼眼五將訂立契約的危險之旅。
以平常心與看似木乃伊的鬼眼水將之契約即將完成之時，佩由于八雲不在而起了綺念導致交涉失敗，并受到鬼眼水將的攻擊，受到牽連的馬托拉亦身受重傷。
之後，兩人幸運獲得守護鬼眼水將墓地的守冢人救回，却被迫接受守冢人和佩結婚的無理要求。守冢人果果曾經有過一段完美的婚姻，但因妄圖獲得鬼眼水將契約的他在成功之後，由于人類的身體無法承受大量的精氣而化身爲妖怪，并在妻子逃離時喪失心志把妻子殺了。察覺到佩真心所向的守冢人母親，擔心兒子又一次失去心性而灌醉守冢人并讓阿佩獨自逃離。然而在母親勸解的過程中，并未真正醉倒的守冢人得知真相後狂性大發，并企圖殺害佩。
之後得知佩爲了對抗鬼眼王，明知有可能和他一樣變成醜陋模樣卻依舊接受鬼眼契約的挑戰後，守冢人被佩的精神所感動并挺身爲她護法，讓佩成功地獲得了水將的契約。
另一方，貝納雷斯忽然想起在數百年前，他曾將無數三隻眼和無扔進名爲安達卡的亞空間，雖然在亞空間裏沒有光明、沒有空氣，但是貝納雷斯相信，在三隻眼面臨危險時會發揮無限力量的無，必會設法讓主人平安地在亞空間存活。如果成功肯定能找到倖存的三隻眼，這樣鬼眼王就能通過人化之法補充因爲封印而衰减的生命。於是貝納雷斯以整個東京的百姓作爲人質脅迫八雲進入亞空間。在亞空間的八雲經過三個月的無數次崩潰再生，某天偶然發現一處布滿許多骸骨的空間，而且看到有兩個頭骨合成的怪物骸龍兵本能地對付從遠方一個巨大球體上逃離的另一種怪物低級神民，八雲隨即跟著骸龍兵潜入了那個名為亞馬拉的球城。
在探索球城的過程中，八雲受到意想不到的阻攔。然而當神民們得知他是從外界來的不死人後，八雲受到了英雄式的禮遇。因爲女神烏莎絲曾說過，只要有外界的人平安的進入這個球城就會帶來變革。所有神民都相信這個傳說而一直期待著。八雲提出了晋見烏莎絲的要求。然而八雲要求和烏莎絲同盟對抗鬼眼王卻被當場拒絕了。八雲立即被烏莎絲以破壞王使者的理由封印在地牢裏。原來活了數千年的烏莎絲竟然是前代鬼眼王的妻子，現任鬼眼王濕婆的母親.....
八雲闖出地牢後，馬上决定用所剩不多的時間離開亞馬拉球城，在亞空間尋找其他的三隻眼。
但最後貝納雷斯還是順利完成了人化之法。雖然傳到鬼眼王身上的只有三隻眼一人份的力量，但還是讓鬼眼王從三百年的封印中復活了，而烏莎絲的意識也和她的兒子與丈夫一同淹沒在歷代鬼眼王衆多的意識之中。復活後鬼眼王那看似完美的身體，也因為人化之法力量不足又和八雲鬥法過度而崩潰。亞馬拉等人認爲鬼眼王暫時不會發動攻擊而拒絕與八雲合作。無奈之下八雲只好和佩回到東京修行。
鬼眼王對于追求真理的執著，終于讓他將魔掌伸向全人類。數天之內，所有通訊設備都被附上鬼眼王的魔力，并讓人類社會完全崩潰。而所有使用電磁通訊設備的人類，也在一瞬間被奪取意識，變成了一具具活著的腐肉。發覺事態嚴重的八雲在出巡返家後，發現佩竟然被亞馬拉神民妮歌羅妮擄走了。原來鬼眼王以只剩下軀殼的烏莎絲爲人質，威脅亞馬拉及神民爲其效命。鬼眼王的目的是利用佩的血液複製新的三隻眼—迦梨，從而以三位三隻眼實行完整的人化之法。
最後烏莎絲和神民長老死于暴炎龍的餘火之中。在混亂中奪得迦梨的九頭龍將却受到迦梨的反抗并被她逃脫。得知消息的八雲明白機不可失，再度和解開封印的亞馬拉聯手成功奪回了迦梨。然而由于鬼眼王的深層暗示，迦梨醒來後堅持不肯合作，八雲等人不得已只能先監禁她。
就在貝納雷斯以爲不再是无的亞馬拉失去戰力的時候，八雲决定將自己的獸魔委任給亞馬拉，并在關鍵時刻使出了强大的全獸魔攻擊，就連防禦力最強的四天聖精奉還也擋不住這招的攻擊力，并將貝納雷斯化作塵埃。然而由于八雲精氣有限，在連續兩次全獸魔攻擊後八雲的肉身已經崩潰。因此亞馬拉無法再以此招一舉消滅鬼眼王。知道復仇無望的亞馬拉此時卻轉而攻擊帕凡提，試圖假借威脅帕凡提性命而使八雲獲得無限力量。然而由於八雲和亞馬拉精神同步，亞馬拉的盤算全被八雲識破而失敗。亞馬拉不要命地再度對鬼眼王使出全獸魔攻擊，卻因精氣不足而遭獸魔反噬。鬼眼王亦遭反噬力量波及，反而使得貝納雷斯獲得了無限力量導致亞馬拉慘敗。
龍美星帶著八雲和龍史蒂芬會面。原來全世界的術士道士和咒師合力在通訊網絡中築起了結界保護人類，試圖拖延到鬼眼王耗盡壽命。但如果鬼眼王再次使用人化之法續命，那麽人類必將滅亡。不幸中的大幸是史蒂芬從八雲不能使用獸魔推斷出亞馬拉并沒有死。
然而就在此時，被鬼眼王控制的帕凡提帶著四隻聖獸洛卡巴拉降臨東京上空，爲奪走迦梨而襲擊在空中的岩城島，此時身在月球的葉子好不容易聯繫上岩城島，并在拉德莉的同意下傳送龍皇城儲存的法術資料。史蒂芬則擬定作戰計劃將迦梨以咒力彈送走以轉移敵人注意。但却受到了貝納雷斯的手下犬狼的襲擊。姬兒用計把犬狼引到炮膛并發射咒力彈。嚴重受傷的犬狼隨著咒力彈飛出岩城島，正好遇上打算回收迦梨的八雲。
八雲爲了讓同伴們回收帕凡提和迦梨，自願斷後擋下貝納雷斯。就在八雲快被打敗之際，八雲的右眼竟突然長出了一隻右手，在擊穿貝納雷斯心臟的同時連射光牙，讓大意的貝納雷斯受到致命傷。但最後八雲還是被貝納雷斯的猛烈攻勢完全壓制。
八雲和貝納雷斯激鬥中消滅了殘存的洛卡巴拉，并在岩城島的掩護砲擊下趁隙逃脫。路路接回了慘敗的八雲并簡單報告大家的現况，讓八雲收拾心情準備下一輪的戰鬥。之後得知附在八雲右眼的右手是自種子再生的亞馬拉，但是帕凡提此時却因耗盡法力而陷入昏迷。在被眾多妖魔包圍下，殘存的八雲等人命在旦夕。幸虧此時李玲玲帶領自衛隊成員成功救回八雲一行人。
八雲和帕凡提在鬼眼王的強大法術下，被迫變成思念體進入桑哈拉的核心。桑哈拉，擁有集合、凝聚、回收、將放出的魔箭收回的魔術等涵義。所以桑哈拉是把分散在人類身上的意志之光再度合而爲一的法術。而鬼眼王的目的就是要和完整的意志之光同化成神。不知該如何逃回肉體的八雲，在亞馬拉的嘗試下成功激怒了鬼眼王，讓八雲的腦神經受到刺激，因而加强了八雲的思念體和肉體的聯繫，并成功召喚出哭蛹破解了思念體的法術，平安返回肉體。
帕凡提請亞馬拉讓八雲陷入沉睡後向大家告別，帶著迦梨乘坐飛腭向人化之法的儀式所在地飛去。好不容易解開亞馬拉精神束縛的八雲，馬上趕往儀式所在地，卻遭貝納雷斯從中阻撓，八雲雖然拼命想阻止人化之法卻力有未逮。最後人化之法還是完成了，鬼眼王隨之完全復活，八雲也失去了額頭上「无」的標誌變回了人類。八雲强烈地感受到自己的無能，在面對鬼眼王時完全無法抑制恐懼。迦梨因鬼眼王的背叛而憤怒發動攻擊，却被貝納雷斯輕鬆解决。就在全世界陷入真正的絕望哀號的時候，失去不死力量的八雲手持咒力方塊毅然地站在了鬼眼王面前，試圖阻止桑哈拉的進行。帕凡提努力在鬼眼王體內壓制攻擊八雲的力量，却依舊讓八雲身受重傷。最後帕凡提爲了八雲與世界，告訴八雲要好好活下去，將鬼眼王的精神拖入深度睡眠之中……佩醒來後趕往照顧嚴重受傷的八雲。但八雲却誤以爲三隻眼的人格被鬼眼王奪走是因爲佩的私心，以至于無法原諒佩。愧疚之下爲了不讓八雲受到傷害，佩又打算獨自面對危險而出走。八雲明白了佩的意圖後十分後悔，拼命地追了上去。
帕凡提在鬼眼王體內嚴重妨礙了鬼眼王，佩趁機透過聖魔石與帕凡提再度融爲一體。就在此時聖魔石發揮了力量，鬼眼王夢寐以求變成光的時刻終于到來，但他却發現最初創造了世界的竟然是黑暗而非光明。鬼眼王的身體受到黑暗的侵蝕又失去了歷代三隻眼的力量，他終於意識到自己的天真却仍堅稱自己是神。此時三隻眼再次對八雲施展不老不死之術，八雲又成爲了无並重新取回獸魔術，再集中所有人的力量對貝納雷斯和鬼眼王使出了最後一擊。
最後爲了封印人類心中的龐大黑暗，八雲請三隻眼將自己打成碎片，做與鬼眼王相反的事：將黑暗重新引導回每個人類的身體中。之後與鬼眼王融合的迦梨和貝納雷斯一同離開，繼續暗中觀察著人類的動向。而完成了使命的八雲，也在世界的某個角落悄悄重生……。

## 登場人物
帕凡提四世，港譯為佩爾巴莉（幼名佩）（Parvati IV，聲：林原惠）
故事主人公。全名帕凡提四世（Parvati IV，港譯為佩爾巴莉），以另一人格出現的時候為暱稱：佩（Pai）。生於白龍飛舞之年，外貌為十幾歲的人類少女，但年齡估計已超過300歲，是最新與最終的的三只眼吽迦羅。佩作爲帕凡提一族，擁有在年歲增長、喪失感情時分裂人格的能力，作爲溼婆的妻子，並在成長后以人化之法的形式向鬼眼王提供力量。
在印度神話中，帕凡提是溼婆的妻子，也是喜馬拉雅山的雪山女神。
藤井八雲（聲：辻谷耕史）
故事主人公。藤井一教授的獨生子。一開始為普通的16歲高中二年級生。因爲一次意外而被佩吸收“命”，獲得不老不死之身，從此外貌即停留在16歲的時間點。成爲佩的（無）後，以兩人一同變爲人類作目標和佩邁向旅程。
哈茲拉特·漢（港譯為哈克）
巴基斯坦祕术商人。给了八云土爪、镜蛊、光牙和走鳞等四只兽魔。對綾小路葉子一見鍾情，知曉獸魔相關秘術，後斷臂藉八雲的獸魔假肢蠱為戰力。
綾小路葉子
本來是貝納雷斯的手下化蛇。在漫畫第二部内，以穿靈菱的方式憑依在佩的額頭上，控制三只眼的記憶並形成第三人格——綾小路佩。
後來合成化蛇和綾小路佩的記憶，轉生為綾小路葉子，是八云等人的強力助手。化蛇，是中國古代傳說中的妖蛇，載於《山海經》中的〈中山經〉。
鬼眼王（溼婆）
晓红女神烏莎絲和前任鬼眼王的兒子。原名為路多拉，在五千年前改名為溼婆（Siva）。在三百年前，因爲前任鬼眼王的人化之法出錯，獲得歷任鬼眼王的所有力量和記憶，成爲新任鬼眼王。
印度神話中，溼婆乃三大神之一，主掌破壞與重生。
貝納雷斯
原形為曾經肆虐聖地鬼眼城、吞食無數三只眼的龍皇。在吞食大量三只眼從而獲得智慧后，貝納雷斯把精力投入法術開發，被尊稱為大魔導師。四千年前被大弟子—貝姆馬托拉用法術“魔現封神”封印。
之後溼婆解開貝納雷斯的封印，並讓其成爲“无”。「獸魔召喚」術式的創造者就是貝納雷斯。
在印度，貝納雷斯是一座城市的名字。

## 名詞介紹

### 妖怪
擁有比人類更多的精氣，可以為各種不同形態，智慧程度不一，本能能力也不盡相同的非人類智慧生物的統稱。有龍型妖怪，如：貝納雷斯、化蛇；有人型妖怪，如：周；有植物型妖怪，如：亞馬拉等。人類也可能在特殊情況下變化為妖怪，如：八云成爲無，獲得不死之身和大量精氣後，就歸類為妖怪。
三只眼吽迦羅
原型為意志之光。通過千万年的進化，意志之光依憑于蛋白質，形成了體型外表和人類一樣，但額頭上長有第三只眼的三只眼一族。三只眼一族容態美麗、不老不死，能操縱多種強大的力量，但身體無法負荷，因此。通過不老不死之朮，吸收某人的“命”，使其成為“无”，作為保護自己的奴隸。三只眼一族主要聚居在聖地的鬼眼城，但在三百年前的浩劫中，只剩下帕凡提四世-佩存活，鬼眼城也成為空城。

其最明顯的標記為額頭有血紅色的（為“無”的簡字 （页面存档备份，存于））的標記。
將“命”獻給三只眼、透過同化擁有不老不死之身。主要功用為保護主人（三隻眼）的安危，就算化作粉末，亦能夠復原。在其主三只眼受到危險的時候，能夠獲得“無限力量”。
因爲其身不死，並且能夠通過三只眼來擁有大量精氣，所以，無普遍使用作爲精氣運用的獸魔術。
疽道士
單眼，嘴如魚，常披大衣，生命力異常，會用符咒。可以通過植入人體，獲得再生。妄想吸取三只眼精血的黑暗中人。后被貝納雷斯擊斃。初出場：卷1
迅鬼
人型、鼠尾，額有獨角。是疫神——瘧鬼族的後裔。在人類社會中化身為富商之妻黃舜麗，用來接近佩等人，以圖取代藤井八云成爲佩的無。專長為石化術，后因爲救八云而被貝納雷斯擊斃。初出場：卷1
周
人型。迅鬼的手下。因察覺迅鬼背叛鬼眼王而遭到迅鬼槍殺。初出場：卷1
蠬蠱
有智慧，身長，禿頭，背有蜓翅，無腿，能夠通過翅膀振動發動攻擊。貝納雷斯手下。初出場：卷2
木靈
木屬性精靈。無特定身體，通過木靈核球憑依在木類之中。原型為木偶傀儡師製作的木偶，因爲有了靈氣而成精。初出場：卷3
咒鬼
智慧型妖怪。肥大，肚子藏有亞空間（牙身縛妖殺），會許多不同類型的符咒法術和縛妖陣。初出場：卷4
脑食鬼
咒鬼的手下。獨眼蜥蜴型態，有智慧。通過吸食腦袋讀取記憶。初出場：卷5
牙龙
咒鬼的手下。龍型有翼，會飛。其餘不詳。初出場：卷5
赤羅
生活在岩漿中的獨眼魔獸，以高熱攻擊從高空通過的物體。昆侖之墟的守門妖。初出場：卷5
消解鬼
咒鬼的手下。五官只長有一張嘴和雙耳，靠噴吐腐蝕性酸液攻擊。初出場：卷5
太岁
被魔現封神封印在東京上空的與聖地交界的百目的肥大圓球。能控制蝗蟲攻擊。以昆侖之鑰控制人類廝殺，以圖獲得獻血脫離封印。初出場：卷6
美拉 芙希
馬來西亞的妖怪。初出場：卷8
芙蒂 芙拉仙
初出場：卷8
犍尼萨
先代鬼眼王的。象型智慧怪物，會許多獸魔術。喜歡欺負弱小。初出場：卷10
象頭神犍尼薩為印度教及印度神話中的智慧之神、破除障礙之神。在印度神話中他是濕婆神和雪山神女帕凡提之子。
先代鬼眼王
鬼眼王城的統治者，未被濕婆取代之前為三只眼唯一的王者。初出場：卷10
马托拉艾爾
帕凡提三世的。貝納雷斯的大弟子馬托拉的第一個女兒，人型，會許多獸魔術。初出場：卷10
帕凡提三世
帕凡提四世-佩的母親，因畏懼將被獻給鬼眼王而意圖與初生的女兒自殺，後被濕婆的咒具「溼婆之爪」控制而打消念頭。
加爾加
位於印度西北方，人口約一萬人的臨德共和國，憑魔一族的王子。
史巴茲古
五精使者。龍皇護衛九頭龍將之一，善用各系法术。
亞哇古
貝姆馬托拉
柯奇
庫克
亞加斯
六臂人型。龍皇護衛九頭龍將之一，善用模擬變化系法術。
舞鬼
小女孩外形，頭有獨角。龍皇護衛九頭龍將之一，善用蠱毒憑依系法術。
D.D.
頭戴面具人型妖怪。龍皇護衛九頭龍將之一，善用黑暗大地系法術。
安普拉爾
頭貼符咒的人型妖怪。龍皇護衛九頭龍將之一，善用陣法系法術。
帕克
角鬥士型妖怪。龍皇護衛九頭龍將之一，善近身搏擊。
達利斯曼
角鬥士型妖怪。龍皇護衛九頭龍將之一，善近身搏擊。
亞馬拉
植物系妖怪。頭有獨角，長手，無腳，高大。能通過種子再生。烏莎絲的在亞空間中為了主人的生存，利用植物系妖怪的特性，不斷重複破壞與再生自己的肉身，形成巨大化的球城。
拉德莉
烏莎絲被放逐到亞空間後，第一個複製出來的人形生物。
烏莎絲
先代鬼眼王之妻，現任鬼眼王-濕婆親生母親，與丈夫鬼眼王理念不合而被放逐至亞空間。
岩鬼族
武基鲁
岩鬼族的领袖。大头有角，四肢细长。能力弱小。胆小，却拥有较高的智慧，善于见风使舵。不论场景出口就引用名言的情形经常出现，很能调节气氛。
青鬼
肉鬼
琪拉拉
伊罗拉
神兽 罗迦巴拉
迦梨
作為鬼眼王人化之法的第三人选而製作的帕凡提四世不完全复制体。培养的时候曾经受到鬼眼王的蛊惑，追求和鬼眼王合而为一。
犬狼
耶比
哈姆
蛇鬼
人面蛇身的妖怪。

### 人類
故事中，人類的形成為人化之法后，變爲“人類”的三只眼通過昆侖來到地球，與當地的猿人雜交所產生的智慧生物物種。人類個體弱小，僅僅擁有少量的精氣和遺傳自三只眼的意志之光，但能夠通過群體合作，創造出科技和符咒等相結合的用以對抗妖怪的武器。
藤井 一
民俗學家，以三只眼爲主的妖怪研究者。曾找到三只眼後裔——佩。最後不幸罹難于西藏。
真行寺 君江
文化冲击酒吧老板。平时很照顾八云。
陳 亞栗
香港雜誌《妖擊社》的縂編輯。
李 鈴鈴
香港雜誌《妖擊社》的副編輯。好錢。
淺井 夏子
藤井八云的高中同學。
龙 史提芬
香港风水师。
龙 美星
龙 史提芬的妹妹。
麦当劳
古玩猎人。
纳巴路
西藏寺庙僧人。

### 法術
法術是一種施法者以自己的精氣或精血為媒體，通過咒語、符咒和陣法等引發超自然現象。其中包含有攻擊類型的法術（三只眼的光系法術），防禦類型的法術（哈克雕刻在身上的防魔陣法），召喚類型的法術（獸魔術），空間類型法術等等。

#### 召唤系
通過陣法或咒語，召喚其他魔物的法術。《3×3 EYES》中所出現的召喚法術主要有：魔獸召喚、符咒召喚和獸魔術三大類。

##### 魔獸召喚
聖地以及黑暗中人常用的召喚法術。施法者可直接與聖地的低級魔獸簽約，或通過召喚陣召喚簽約。所召喚的魔獸與施法者有一定的心靈感應。
橐蜚(橐𩇯)（tuo fei）
聖地特產的人面鳥。佩的魔獸。平時藏身在三眼龍頭杖中。初出場：卷1 山海經上山經第二卷。《西山經》：有鳥焉，其狀如枭，人面而一足，曰橐蜚，冬見夏蜇，服之不畏雷。
飛腭
戰鬥型獸魔。大口，口内有獨眼，長尾，會飛。是佩的召喚魔獸之一。初出場：卷3
狼暴暴
戰鬥型妖怪。咒鬼的手下。平時個體矮小，像小孩。戰鬥時候體積暴長2~3米，並長有四只手，性格單純，直率。在跟了綾小路佩后，改名為紅娘。初出場：卷4

##### 符咒召喚
迅鬼使用的召喚法術。施法者通過召喚陣中部下一定數量的符咒，召喚處於異空間的奇獸。召喚后不受施法者的控制。
犼
使用108符咒召喚出來的大型龍頭單角馬身六腿奇獸。出自《述異記》中比龍更強的物種。故事中喜吸人魂，並能破壞不死之朮，從三只眼中吸取的靈魂。初出場：卷11
犼，俗稱為望天吼、朝天吼、蹬龍，傳說是龍王的兒子，有守望習慣。華表柱頂之蹬龍對天咆哮，被視為上傳天意，下達民情。又有文獻記載，觀音菩薩的坐騎即為「朝天犼」。一說犼為麒麟的爺爺，麒麟普遍認為低龍一等，而犼則是以龍為食，屬於食物鏈最頂端。另一說則認為犼屬於魃的一種，也就是高級的殭屍
犼也是殭屍所化。袁枚《續子不語》：「常州蔣明府言：佛所騎之獅、象，人所知也；佛所騎之犼，人所不知，犼乃殭屍所變。」
金毛吼身材和獅子差不多大，乃殭屍所變，以人肉和人腦為食，據說人死後屍體未爛，受日精月華之後，殭屍的皮肉就會縮到骨頭裡，之後骨頭周圍長滿紅筋，之後會長出白毛，修行五百年之後就會長出黑毛，再修行五百年黑毛就會變為金毛，再修行一千年，就會長出雙翅，變成金毛吼就可以直接將人腦吸出，但上天有好生之德，金毛吼在白毛和黑毛時必遭天雷，所以至今為止只有一隻金毛吼修鍊成功，後被我佛如來降服，成為了如來的坐騎。

##### 獸魔術
大魔导师贝纳雷斯（在成为鬼眼王的之前）创造出的神奇法术。施法者用自己的血与各种兽魔签下盟约，以自己的血供养兽魔，而兽魔则供其驱驰。因为兽魔要不停的吸取操纵者的精血（好像平时兽魔就生活在操纵者的身体里），所以此法术只能由来大量使用（是精氣無限的，所以别的怪物或人顶多操纵一两只）。兽魔是卵生，一般得先找到“兽魔卵”才行，象哈克这种“密术商人”就是卖兽魔卵的。
作为创始人的贝纳雷斯，号称拥有百种兽魔。
土爪
在故事看來是最基本的獸魔術。物理攻击用兽魔，形狀像六尾蠍子，是长了像犁耙的向下各三个爪的大甲虫，白色，出現時被强光笼罩，向敌人冲击，用爪将其撕碎。攻擊后出現三道划痕。怕火。
使用者：八云，贝纳雷斯，犍尼萨，周
初登场卷数：第一卷
鏡蠱
光术防御及輔助應用類型兽魔，形狀像蜘蛛。其腹身可以反射光術，尾部吐的絲可作攀爬和束縛用途。
使用者：八云
初登场卷数：第五卷
光牙
光术攻击用兽魔，形狀像龍。通過光術攻击，破坏力较强，附帶高溫效果，缺点是容易被反射。在後期能夠通過使用者意念讓光牙轉彎、連發和做為後座力推動。
使用者：八云，贝纳雷斯
初登场卷数：第五卷
縛妖蜘蛛
封印法术用兽魔，大蜘蛛形。从胸部发出缚妖阵，将抓住的敌人固定后化作蠱卵封印。
使用者：贝纳雷斯艾尔-马托拉
初登场卷数：第五卷
走鳞
移动辅助用兽魔，獨眼，多足，外表平滑，像滑板，擁有保護色。除了能像滑板一樣在地面滑行外，還可攀爬或在水面游泳。
使用者：八云
初登场卷数：第八卷
炸裂虫
爆炸攻击用兽魔，體積小的甲蟲。功用和手榴彈差不多。
使用者：艾尔-马托拉
初登场卷数：第十卷
雷蛇
雷电攻击用兽魔，外表是巨大電蛇。是散射雷電的獸魔，攻擊力不強，卻能讓人麻痹。
使用者：贝纳雷斯，犍尼萨，八云(3x3EYES 外伝 世界樹的槲寄生 SP.02)
初登场卷数：第十卷
火烁甲虫
火炎，物理攻击用兽魔，一次可以召唤出数量极多的燃烧的甲虫，以自身为中心球面散射，同时打击处于任何角度的众多敌人。攻击范围和威力都属一流。
使用者：犍尼萨
初登场卷数：第十卷
火猿猴爪
火炎，物理攻击用兽魔，在使用者手上“戴上”一只燃烧的爪套，具有强悍的撕裂和穿透能力，同时用高热火焰打击对手。
使用者：贝纳雷斯，犍尼萨
初登场卷数：第十卷
地精集气虫
精气收集、供给用兽魔，从名字来判断，应该是在平时吸取收集大地之精，在需要时将精气提供于使用者或任何其指定者的虫形兽魔。用长腿缠住目标的身体，将精的力量注入其体内。
使用者：贝纳雷斯
初登场卷数：第十一卷
四天圣精奉还
法术防御用兽魔，同时召唤四只形状奇怪的小型兽魔做为顶点，形成将使用者身体围在内部的正四面体法术防御结界。防御力之强可以完全阻挡三只眼无坚不摧的光术。但四个顶点的兽魔本身是弱点所在。
使用者：贝纳雷斯
初登场卷数：第十一卷
凭蛊
生物融合用兽魔，撒尔拉玛的一族代代相传，用来使高等生物之间实现难以想象的合身融合。形状是一个大些的球形里包着一个有些像白细胞的小刺球。附在欲合身者（只需一方）的额头上，依靠咒文发动融合。
使用者：撒尔拉玛
初登场卷数：第十四卷
精吸牙
精气吸收用兽魔，寄生在使用者手上，从被害者身上吸取精气转移给使用者，被害者往往变成可怜的干尸。
使用者：撒尔拉玛
初登场卷数：第十四卷
假肢蛊
治愈、多功能用兽魔，根据主人的命令，为人补充好失去的肢体，如同原来一样灵活使用。可以变化成锋利的武器，亦可附在身上，展开如同翼龙的翅膀获得一定的飞行／滑翔能力。
使用者：八云
初登场卷数：第十五卷
哭蛹
法术消灭用兽魔，圆滚滚的外形，酷似《机动战士高达》中出场的玩具“哈罗”长了尾巴。号称天下最强的除咒獸，可以用释放出的“精食粒”吞噬掉一切法术使其失效，灰飞烟灭。
使用者：八云
初登场卷数：第十六卷
影牙
针对防御用兽魔，为克制光牙而出现的兽魔，相对的像是一条黑色巨龙，无情地将光牙吞噬消失。
使用者：贝纳雷斯
初登场卷数：第十八卷
泥毛
物理束缚用兽魔，全身都是像是头发的可灵活运动的毛丝，将对手缠绕，动弹不得。
使用者：贝纳雷斯
初登场卷数：第十八卷
回风
物理攻击用兽魔，有些像个巨型的陀螺，长有两条锋利的刀刃，在高速旋转中成为风刃将目标割成碎片。
使用者：贝纳雷斯
初登场卷数：第十八卷
炎头
火炎攻击用兽魔，燃烧的巨大骷髅头，可将一定范围的区域化为火海吧。
使用者：贝纳雷斯
初登场卷数：第十八卷
冻血球
冷冻攻击用兽魔，像是形状杂乱的冰结晶，快速将对手冻结。虽然在月面上没有封锁住八云，但后来却创下了冻住哭蛹的战绩。
使用者：贝纳雷斯
初登场卷数：第十九卷
导息
治愈复原用兽魔，一个拥有复杂“花纹”的大圆盘中间“镶嵌”着一个仿佛是精灵族女性的头部，从嘴里吐出疗伤的气息，几乎可以治愈任何重伤，和使某些原因造成的肉体损害复原。代价是使用者必须付出大量的精气。
使用者：八云
初登场卷数：第二十一卷
石丝
石化攻击用兽魔，平时像是一条蚯蚓顶着个不相称的大脑袋，攻击时“脑袋”像是花苞一样打开，吐出“丝”将敌人石化，非常强大的兽魔。
使用者：八云
初登场卷数：第二十一卷
闇鱼
辅助防御用兽魔，巨大的鱼头拖着像是一团黑雾构成的身体，产生出黑暗让敌人陷入其中，视觉失去作用。视使用目的也具有一定的攻击和辅助移动功能。
使用者：八云
初登场卷数：第二十一卷
縛妖芽
物理束缚用兽魔，好像和亚马拉的属性一样是植物兽魔吗？也有点像咒蛇缚，总之是捆人用的就是了，力量大的话，可以像蟒蛇一样把人挤压致死。
使用者：亚马拉
初登场卷数：第二十四卷
闇食魚
针对攻击用兽魔，暗鱼的克星，亮色的巨大剑鱼形，可将暗鱼制造的黑暗也吃掉吧。
使用者：贝纳雷斯
初登场卷数：第二十八卷
镜龟
光术防御用兽魔，缩在壳中的巨大乌龟形，背部可像镜蛊一样反射光术，但保护范围极大。
使用者：贝纳雷斯
初登场卷数：第二十九卷
泡蛊
囚禁、保护用兽魔，身体几乎都是一个巨大的“水泡”，透明的牢笼。但在各种冲击中，也可保护里面的人不受伤害。
使用者：贝纳雷斯
初登场卷数：第三十三卷
丝切头
针对防御用兽魔，和被其克制的石丝形状相似，专用于切掉石丝的头。
使用者：贝纳雷斯
初登场卷数：第三十三卷
鎧獸魔 被甲
施術者身在其中並操控之。
使用者：藤井八雲
初登场卷数：3x3EYES 外伝 世界樹的槲寄生 SP.01
追鱗
外形類似走鱗，有角在背上，伸出觸手抓住目標，八雲乘在其上以跟隨目標。
使用者：藤井八雲
初登场卷数：3x3EYES 外伝 世界樹的槲寄生 SP.02

#### 龍脈系
借用大地龙脉的力量，进行攻击的法术。
魔現封神
利用大地龙脉的力量，对对方进行封印。
初出现卷数：第十七卷
咒蛇縛
利用大地龙脉的力量，召唤出蛇形地精对对方进行攻击。
初出现卷数：第十七卷

#### 亞空間系
破开虚空，利用亚空间特殊属性的法术。
昆仑传输阵
初出现卷数：第五卷
亞空間縛妖陣
初出现卷数：第十七卷

#### 其它系
不老不死之术
三只眼特有的法术。能将其它生物的“命”吸收，并赋予其生物不老不死，让该生物成为使之在施法的三只眼受到危险时，发动“无限力量”进行保护。任何三只眼都只能容纳一条“命”，也就是说，任何三只眼都只能有一个。
初出现卷数：第一卷
人化之法
鬼眼王创造的，利用人类雕像，吸收两外两个三只眼的意志之光来维持自身寿命及强大的法术。
初出现卷数：第十卷
咒的命綱
贝纳雷斯使用过的法术。将法术施授于对方大脑中，能感知受术方的位置并将之拉回。
初出现卷数：第十七卷

## 出版書籍

### 單行本
| 冊數       | 講談社         | 講談社                                        | 尖端出版       | 尖端出版           | 天下出版       | 天下出版           |
| 冊數       | 發售日期       | ISBN                                          | 發售日期       | ISBN               | 發售日期       | ISBN               |
| 聖魔妖擊篇 | 聖魔妖擊篇     | 聖魔妖擊篇                                    | 聖魔妖擊篇     | 聖魔妖擊篇         | 聖魔妖擊篇     | 聖魔妖擊篇         |
| ---------- | -------------- | --------------------------------------------- | -------------- | ------------------ | -------------- | ------------------ |
| 1          | 1988年10月14日 | ISBN 978-4-06-102123-5                        |                | ISBN 957-712-176-4 |                |                    |
| 2          | 1989年5月15日  | ISBN 978-4-06-102152-5                        |                | ISBN 957-712-177-2 |                | ISBN 962-585-858-X |
| 聖魔傳說篇 |                |                                               |                |                    |                |                    |
| 3          | 1989年10月13日 | ISBN 978-4-06-102167-9                        |                | ISBN 957-712-178-0 |                | ISBN 962-953-679-0 |
| 4          | 1990年2月13日  | ISBN 978-4-06-102191-4                        |                | ISBN 957-712-179-9 |                | ISBN 962-585-029-5 |
| 5          | 1990年6月11日  | ISBN 978-4-06-102207-2                        |                | ISBN 957-712-180-2 |                | ISBN 962-585-030-9 |
| 聖魔世紀篇 |                |                                               |                |                    |                |                    |
| 6          | 1990年10月29日 | ISBN 978-4-06-102228-7                        |                | ISBN 957-712-181-0 |                | ISBN 962-585-031-7 |
| 7          | 1991年2月27日  | ISBN 978-4-06-102256-0                        |                | ISBN 957-712-182-9 |                | ISBN 962-585-032-5 |
| 8          | 1991年5月30日  | ISBN 978-4-06-102271-3                        |                | ISBN 957-712-183-7 |                | ISBN 962-585-033-3 |
| 9          | 1991年9月3日   | ISBN 978-4-06-102286-7                        |                | ISBN 957-712-184-5 |                | ISBN 962-585-034-1 |
| 10         | 1991年12月24日 | ISBN 978-4-06-323306-3                        |                | ISBN 957-712-185-3 |                | ISBN 962-585-035-X |
| 11         | 1992年3月31日  | ISBN 978-4-06-323326-1                        |                | ISBN 957-712-186-1 |                |                    |
| 聖魔創世篇 |                |                                               |                |                    |                |                    |
| 12         | 1992年7月31日  | ISBN 978-4-06-323343-8                        |                | ISBN 957-712-187-X |                |                    |
| 13         | 1992年12月24日 | ISBN 978-4-06-323368-1                        |                | ISBN 957-712-188-8 |                |                    |
| 14         | 1993年4月28日  | ISBN 978-4-06-323398-8                        |                | ISBN 957-712-189-6 |                |                    |
| 15         | 1993年9月2日   | ISBN 978-4-06-323421-3                        | 1994年5月      | ISBN 957-712-400-3 |                |                    |
| 16         | 1993年12月27日 | ISBN 978-4-06-323442-8                        | 1994年10月     | ISBN 957-712-587-5 | 1995年4月1日   | ISBN 962-585-186-0 |
| 17         | 1994年6月1日   | ISBN 978-4-06-323468-8                        | 1995年1月      | ISBN 957-712-726-6 |                |                    |
| 18         | 1994年10月4日  | ISBN 978-4-06-323488-6                        | 1995年7月      | ISBN 957-712-727-4 |                |                    |
| 19         | 1995年3月1日   | ISBN 978-4-06-323521-0                        | 1995年12月     | ISBN 957-10-0209-7 |                |                    |
| 20         | 1995年8月3日   | ISBN 978-4-06-323552-4                        | 1996年2月      | ISBN 957-10-0210-0 |                |                    |
| 21         | 1996年1月5日   | ISBN 978-4-06-323575-3                        | 1996年6月      | ISBN 957-10-0211-9 |                | ISBN 962-585-321-5 |
| 22         | 1996年5月2日   | ISBN 978-4-06-323594-4                        | 1996年10月18日 | ISBN 957-10-0671-8 |                |                    |
| 23         | 1996年8月3日   | ISBN 978-4-06-336611-2                        | 1997年4月1日   | ISBN 957-10-0986-5 |                |                    |
| 24         | 1996年12月4日  | ISBN 978-4-06-336635-8                        | 1997年12月12日 | ISBN 957-10-1323-4 |                |                    |
| 25         | 1997年4月2日   | ISBN 978-4-06-336656-3                        | 1998年6月8日   | ISBN 957-10-1531-8 |                | ISBN 962-585-325-1 |
| 26         | 1997年8月4日   | ISBN 978-4-06-336676-1                        | 1998年9月11日  | ISBN 957-10-1697-7 |                | ISBN 962-953-253-0 |
| 27         | 1998年1月5日   | ISBN 978-4-06-336711-9                        | 1998年12月1日  | ISBN 957-10-1800-7 |                | ISBN 962-953-284-0 |
| 28         | 1998年6月3日   | ISBN 978-4-06-336739-3                        | 1999年5月1日   | ISBN 957-10-1938-0 |                | ISBN 962-953-365-0 |
| 29         | 1998年8月4日   | ISBN 978-4-06-336750-8                        | 1999年9月4日   | ISBN 957-10-2020-6 |                | ISBN 962-953-446-0 |
| 30         | 1998年12月2日  | ISBN 978-4-06-336768-3                        | 1999年9月4日   | ISBN 957-10-2021-4 |                |                    |
| 31         | 1999年5月1日   | ISBN 978-4-06-336798-0                        | 1999年9月17日  | ISBN 957-10-2033-8 |                | ISBN 962-953-579-3 |
| 32         | 1999年10月20日 | ISBN 978-4-06-336830-7                        | 2000年1月6日   | ISBN 957-10-2127-X |                | ISBN 962-953-696-0 |
| 33         | 1999年12月28日 | ISBN 978-4-06-336847-5                        | 2000年3月24日  | ISBN 957-10-2191-1 |                | ISBN 962-953-755-9 |
| 34         | 2000年6月3日   | ISBN 978-4-06-336873-4                        | 2000年12月1日  | ISBN 986-30-4191-2 |                | ISBN 962-953-853-9 |
| 35         | 2000年12月4日  | ISBN 978-4-06-336912-0                        | 2001年3月17日  | ISBN 986-30-4311-7 | 2001年2月16日  | ISBN 962-998-009-6 |
| 36         | 2001年4月27日  | ISBN 978-4-06-336947-2                        | 2001年7月15日  | ISBN 986-30-4409-X | 2001年6月29日  | ISBN 962-998-095-9 |
| 37         | 2001年10月3日  | ISBN 978-4-06-336982-3                        | 2001年12月7日  | ISBN 986-30-4548-9 | 2001年11月29日 | ISBN 962-998-289-7 |
| 38         | 2002年3月4日   | ISBN 978-4-06-361020-8                        | 2002年4月24日  | ISBN 986-30-4708-2 |                | ISBN 962-998-420-2 |
| 39         | 2002年11月2日  | ISBN 978-4-06-361082-6                        | 2002年12月26日 | ISBN 986-30-4806-2 | 2002年12月20日 | ISBN 962-998-913-1 |
| 40         | 2002年11月2日  | ISBN 978-4-06-361083-3 ISBN 978-4-06-362018-4 | 2003年1月17日  | ISBN 986-30-5073-3 | 2002年12月20日 | ISBN 962-998-914-X |

| 集數 | 講談社         | 講談社                                        | 玉皇朝         | 玉皇朝                 |
| 集數 | 發售日期       | ISBN                                          | 發售日期       | ISBN                   |
| ---- | -------------- | --------------------------------------------- | -------------- | ---------------------- |
| 1    | 2009年8月12日  | ISBN 978-4-06-370667-3                        | 2018年6月25日  | ISBN 978-988-8507-34-4 |
| 2    | 2009年8月12日  | ISBN 978-4-06-370668-0                        | 2018年7月31日  | ISBN 978-988-8507-35-1 |
| 3    | 2009年9月11日  | ISBN 978-4-06-370671-0                        | 2018年8月29日  | ISBN 978-988-8507-36-8 |
| 4    | 2009年9月11日  | ISBN 978-4-06-370672-7                        | 2018年9月28日  | ISBN 978-988-8507-37-5 |
| 5    | 2009年10月9日  | ISBN 978-4-06-370678-9                        | 2018年10月31日 | ISBN 978-988-8507-74-0 |
| 6    | 2009年10月9日  | ISBN 978-4-06-370679-6                        | 2018年11月28日 | ISBN 978-988-8507-78-8 |
| 7    | 2009年11月11日 | ISBN 978-4-06-370689-5                        | 2018年12月28日 | ISBN 978-988-8507-83-2 |
| 8    | 2009年11月11日 | ISBN 978-4-06-370690-1                        | 2019年1月31日  | ISBN 978-988-8507-84-9 |
| 9    | 2009年12月11日 | ISBN 978-4-06-370701-4                        | 2019年2月28日  | ISBN 978-988-8507-97-9 |
| 10   | 2009年12月11日 | ISBN 978-4-06-370702-1                        | 2019年4月18日  | ISBN 978-988-8507-98-6 |
| 11   | 2010年1月8日   | ISBN 978-4-06-370721-2                        | 2019年4月30日  | ISBN 978-988-8584-19-2 |
| 12   | 2010年1月8日   | ISBN 978-4-06-370722-9                        | 2019年5月30日  | ISBN 978-988-8584-20-8 |
| 13   | 2010年2月10日  | ISBN 978-4-06-370723-6                        | 2019年6月28日  | ISBN 978-988-8584-38-3 |
| 14   | 2010年2月10日  | ISBN 978-4-06-370724-3                        | 2019年7月29日  | ISBN 978-988-8584-39-0 |
| 15   | 2010年3月12日  | ISBN 978-4-06-370732-8                        | 2019年8月29日  | ISBN 978-988-8584-57-4 |
| 16   | 2010年3月12日  | ISBN 978-4-06-370733-5                        | 2019年9月21日  | ISBN 978-988-8584-58-1 |
| 17   | 2010年4月9日   | ISBN 978-4-06-370741-0                        | 2019年10月29日 | ISBN 978-988-8584-77-2 |
| 18   | 2010年4月9日   | ISBN 978-4-06-370742-7                        | 2019年11月23日 | ISBN 978-988-8584-78-9 |
| 19   | 2010年5月12日  | ISBN 978-4-06-370745-8                        | 2019年12月16日 | ISBN 978-988-8584-84-0 |
| 20   | 2010年5月12日  | ISBN 978-4-06-370746-5                        | 2020年1月20日  | ISBN 978-988-8584-85-7 |
| 21   | 2010年6月11日  | ISBN 978-4-06-370749-6                        | 2020年2月24日  | ISBN 978-988-8671-05-2 |
| 22   | 2010年6月11日  | ISBN 978-4-06-370750-2                        | 2020年3月21日  | ISBN 978-988-8671-06-9 |
| 23   | 2010年7月9日   | ISBN 978-4-06-370751-9                        | 2020年4月20日  | ISBN 978-988-8671-26-7 |
| 24   | 2010年7月9日   | ISBN 978-4-06-370752-6 ISBN 978-4-06-370753-3 | 2020年6月17日  | ISBN 978-988-8671-27-4 |

3×3 EYES 幻獸之森的遇難者
| 集數 | 講談社         | 講談社                 | 玉皇朝        | 玉皇朝                 | 尖端出版      | 尖端出版               |
| 集數 | 發售日期       | ISBN                   | 發售日期      | ISBN                   | 發售日期      | ISBN                   |
| ---- | -------------- | ---------------------- | ------------- | ---------------------- | ------------- | ---------------------- |
| 1    | 2015年6月27日  | ISBN 978-4-06-382619-7 | 2016年3月11日 | ISBN 978-988-8379-25-5 | 2016年9月7日  | ISBN 978-957-10-6887-9 |
| 2    | 2015年11月6日  | ISBN 978-4-06-382705-7 | 2016年4月12日 | ISBN 978-988-8379-38-5 | 2016年10月3日 | ISBN 978-957-10-6970-8 |
| 3    | 2016年4月20日  | ISBN 978-4-06-382767-5 | 2016年6月24日 | ISBN 978-988-8379-52-1 | 2016年11月7日 | ISBN 978-957-10-7036-0 |
| 4    | 2016年10月20日 | ISBN 978-4-06-382867-2 | 2016年12月2日 | ISBN 978-988-8379-89-7 | 2017年2月9日  | ISBN 978-957-10-7238-8 |

3×3 EYES 鬼籍之闇的契約者
| 集數 | 講談社         | 講談社                 | 玉皇朝         | 玉皇朝                 | 尖端出版      | 尖端出版               |
| 集數 | 發售日期       | ISBN                   | 發售日期       | ISBN                   | 發售日期      | ISBN                   |
| ---- | -------------- | ---------------------- | -------------- | ---------------------- | ------------- | ---------------------- |
| 1    | 2017年6月20日  | ISBN 978-4-06-382981-5 | 2017年11月28日 | ISBN 978-988-8436-49-1 | 2019年4月17日 | ISBN 978-957-10-8535-7 |
| 2    | 2017年12月20日 | ISBN 978-4-06-510529-0 | 2018年4月9日   | ISBN 978-988-8507-06-1 | 2019年4月17日 | ISBN 978-957-10-8536-4 |
| 3    | 2018年7月20日  | ISBN 978-4-06-512045-3 | 2018年10月11日 | ISBN 978-988-8507-68-9 |               |                        |
| 4    | 2019年2月20日  | ISBN 978-4-06-514567-8 | 2019年5月4日   | ISBN 978-988-8584-25-3 |               |                        |
| 5    | 2020年3月9日   | ISBN 978-4-06-518836-1 | 2020年7月6日   | ISBN 978-988-8671-41-0 |               |                        |
| 6    | 2021年9月17日  | ISBN 978-4-06-524763-1 | 2021年1月7日   | ISBN 978-988-8783-09-0 |               |                        |
| 7    | 2022年8月19日  | ISBN 978-4-06-528791-0 | 2023年6月29日  | ISBN 978-988-8841-17-2 |               |                        |

### 其他
| 類型   | 書籍名稱                                 | 初版年份      | 頁數  | 出版社／作者                 |
| ------ | ---------------------------------------- | ------------- | ----- | ---------------------------- |
| 小說類 | 3×3 EYES聖魔傳説                         | 1995年7月6日  | 308頁 | 遠籐明範                     |
| 小說類 | 3×3 EYES封魔外传                         | 1996年5月17日 | 292頁 | 遠籐明範                     |
| 小說類 | 3×3 EYES幻影漂流                         | 1997年3月6日  | 252頁 | 遠籐明範                     |
| 小說類 | 3×3 EYES Another Story                   | 2000年3月23日 | 208頁 | 石塚勝美/遠藤明範/草野真一   |
| 資料類 | 3×3 EYES的秘密                           | 1993年        | 217頁 | 妖擊社新宿支部               |
| 資料類 | 3×3 EYES 妖魔大圖鑒                      | 1998年4月24日 | 250頁 | 講談社周刊《Young Magazine》 |
| 資料類 | 3×3 EYES Another World                   | 1999年4月21日 | 228頁 | 講談社周刊《Young Magazine》 |
| 資料類 | 3×3 EYES妖魔立体図鑑（ペーパークラフト） | 2000年5月24日 | 131頁 | 講談社周刊《Young Magazine》 |
| 資料類 | 3×3 EYESパーフェクト事典                 | 2001年4月6日  | 214頁 | 講談社周刊《Young Magazine》 |
| 資料類 | 3×3 EYESThe Final                        | 2002年11月6日 | 200頁 | 講談社周刊《Young Magazine》 |

台灣代理
三隻眼聖魔傳說          加珈文化	遠藤明範		1996-02-05
三隻眼(02)封魔外傳	加珈文化	遠藤明範		1997-01-25
三隻眼(03)幻魔漂流	加珈文化	遠藤明範		1998-01-05

## 周邊產品

### OVA
（3×3 EYES）（OVA第1部，1991年製作）
- 「転生の章」 1991/07/25
- 「八雲の章」 1991/09/26
- 「採生の章」 1992/01/23
- 「迷走の章」 1992/03/19

《 聖魔傳說》（3×3 EYES 〜聖魔伝説〜）（OVA第2部，1995-1996年製作）
- 「末裔の章」1995/07/25
- 「鍵の章」1995/12/18
- 「帰還の章」1996/06/25

台視曾於1996年2月9日21:30~22:00、1996年2月18日17:00~18:00與1996年2月23日22:00~22:30（三者皆為台灣時間）首播《三隻眼 聖魔傳說》。

### 音樂專輯
３×３ＥＹＥＳ~天之卷
原作：高田裕三
發售日期：1990年9月5日
協助單位：講談社周刊《Young Magazine》
音樂：羽田健太郎
主要配音員：佩/三只眼——林原惠，藤井八云——過谷耕史，李鈴鈴——折笠愛，美星——田中真弓，史蒂夫·龍——銀河万丈，リュウコ——戸谷公次，仮面の男——置鮎龍太郎
臺灣發行：長榮國際唱片有限公司（未正式授權）
長度：9 tracks, 57:08
３×３ＥＹＥＳ~人之卷
原作：高田裕三
發售日期：1990年11月21日
協助單位：講談社周刊《Young Magazine》
音樂：羽田健太郎
主要配音員：佩——林原惠，藤井八云——過谷耕史，夏子——水谷優子
臺灣發行：長榮國際唱片有限公司（未正式授權）
長度：9 tracks, 47:52
３×３ＥＹＥＳ~地之卷
原作：高田裕三
發售日期：1991年6月16日
協助單位：講談社周刊《Young Magazine》
音樂：羽田健太郎
主要配音員：佩——林原惠，藤井八云——過谷耕史
臺灣發行：長榮國際唱片有限公司（未正式授權）
長度：13 tracks, 58:08
３×３ＥＹＥＳ~第一章
原作：高田裕三
發售日期：1991年8月21日
協助單位：講談社周刊《Young Magazine》、東映動畫
音樂：
臺灣發行：長榮國際唱片有限公司（未正式授權）
長度：11 tracks, 49:05
３×３ＥＹＥＳ~第二章
原作：高田裕三
發售日期：1991年12月5日
協助單位：講談社周刊《Young Magazine》、東映動畫
音樂：
臺灣發行：長榮國際唱片有限公司（未正式授權）
長度：12 tracks, 47:41
３×３ＥＹＥＳ~第三章
原作，腳本：高田裕三
發售日期：1992年4月22日
協助單位：講談社周刊《Young Magazine》、東映動畫
音樂：和田薰
臺灣發行：長榮國際唱片有限公司（未正式授權）
長度：14 tracks, 51:46
TAKADA BAND
原作：高田裕三
發售日期：1992年6月24日
協助單位：講談社周刊《Young Magazine》
音樂：TAKADA BAND（三松亞美、立木文彥）
臺灣發行：長榮國際唱片有限公司（未正式授權）
長度：14 tracks, 59:26
３×３ＥＹＥＳ~聖魔傳説 末裔譜譚詩
原作：高田裕三
發售日期：1995年7月5日
製作單位：講談社、King Records
企划：
腳本：高田裕三
音樂：和田薰
演出：佐山聖子
主要配音員：綾小路ぱい（パイ／三只眼）——林原惠，藤井八云——過谷耕史，ベナレス——大塚明夫，ナパルパ——神奈延年，マクドナルド——大塚芳忠，呪鬼——屋良有作，紅娘·狼暴暴——永島由子，フェイオー——増谷康紀
臺灣發行：長榮國際唱片有限公司（未正式授權）
長度：15 tracks, 45:24
３×３ＥＹＥＳ~聖魔傳説 末裔譜譚詩II
原作：高田裕三
發售日期：1996年6月5日
製作單位：講談社、King Records
企划：宮原照夫，茂木隆，重松英俊
腳本：高田裕三，竹之内和久
音樂：和田薰
演出：佐山聖子
主要配音員：綾小路佩（佩／三只眼）——林原惠，藤井八云——過谷耕史
臺灣發行：長榮國際唱片有限公司（未正式授權）
長度：19 tracks, 50:48

### 遊戲音樂
| 專輯名稱                          | 出品年份  | 製作單位     | 長度                                               |
| --------------------------------- | --------- | ------------ | -------------------------------------------------- |
| ３×３ＥＹＥＳ~聖魔傳説（MEGA-CD） | 1993-7-21 | King Records | Disc 1: 14 tracks, 26:38; Disc 2: 26 tracks, 59:03 |
| Fight！                           | 1995-9-21 |              | 4 tracks, 19:42                                    |

### 遊戲
| 遊戲名              | 出品年份       | 對應系統             | 出品單位                  |
| ------------------- | -------------- | -------------------- | ------------------------- |
| 3×3EYES 聖魔降臨伝  | 1992年7月28日  | 超級任天堂           | ユタカ                    |
| 聖魔伝説3×3EYES MCD | 1993年7月23日  | Mega Drive           | SEGA                      |
| 3×3EYES~三只眼變成~ | 1993年2月5日   | PC-9801              | 日本クリエイト            |
| 3×3EYES~三只眼變成~ | 1993年10月6日  | FM TOWNS             | 日本クリエイト            |
| 3×3EYES~三只眼變成~ | 1994年7月8日   | PC Engine            | NECホームエレクトロニクス |
| 3×3EYES~三只眼變成~ | 1996年2月9日   | Windows95            | 日本クリエイト            |
| 3×3EYES~三只眼變成~ | 2003年2月28日  | Windows98/2000/Me/XP | 日本クリエイト            |
| 3×3EYES~吸精公主~   | 1995年4月28日  | Windows3.1           | 日本クリエイト            |
| 3×3EYES~吸精公主~   | 1995年8月11日  | Play Station         | エクシング                |
| 3×3EYES~吸精公主~   | 1996年4月19日  | Sega Saturn          | 日本クリエイト            |
| 3×3EYES~吸精公主~   | 1996年         | Windows95            | 日本クリエイト            |
| 3×3EYES~吸精公主~   | 2003年2月28日  | Windows98/2000/Me/XP | 日本クリエイト            |
| 3×3EYES 獣魔奉還    | 1995年12月22日 | 超級任天堂           | 帕布雷斯特                |
| 3×3EYES~転輪王幻夢~ | 1997年         | Windows95            | 日本クリエイト            |
| 3×3EYES~転輪王幻夢~ | 1998年8月6日   | Play Station         | 國王唱片                  |

## 相關主題作品
- 三眼神童（三つ目がとおる，港譯：三眼小子／三眼神童），作者：手塚治虫
- 二郎神楊戩（封神榜、西遊記、聊齋誌異、祆神維施帕卡、Weshparkar）

## 外部連結
- StarChild:3×3EYES （页面存档备份，存于）（日語）
- 3×3 EYES 幻獣の森の遭難者（『eヤングマガジン』で連載中） （页面存档备份，存于）（日語）
- パチスロ3×3 EYES ～聖魔覚醒～（大都技研） （页面存档备份，存于）（日語）